# Comuna Mîrne, Kostopil
Mîrne (în ucraineană Мирне) este o comună în raionul Kostopil, regiunea Rivne, Ucraina, formată din satele Danciîmist, Mîrne (reședința), Mokvîn și Tîhe.

## Demografie
Componența lingvistică a comunei Mîrne
     Ucraineană (99,25%)
     Alte limbi (0,67%)
Conform recensământului din 2001, majoritatea populației comunei Mîrne era vorbitoare de ucraineană (99,25%), existând în minoritate și vorbitori de alte limbi.